# Obiecte cosmice (Alfa)
Obiecte cosmice este un ciclu inedit de poezii al poetului român Nichita Stănescu, apărut în volumul Alfa și publicat în 1967. 
Volumul cuprinde următoarele poezii
- Poezia (Ea se hrănește din privirile fixe)
- Minerva (Această tânără femeie aspră)
- Ideea cu gură
- Căderea oamenilor pe pământ
- Autoportret în a patra dimensiune
- Peisaj cu bătrâni
- Raid în interiorul pietrelor
- Cântec (Până la urmă rămâne doar osul)
- O, lucrurile!
- Inima (Totul se micșora egal, cu viteza gândului)
- Grup de înotători
- Suprafață (Pentru că merg pe tine)
- Miza pe nenăscuți
- Andru plângând
- Testament (Să deplângi)
- Elogiu (Până când și mirosul nu e altceva decât o lume)
- Mă asemui cu un copac
- Arbor invers
- Gladiatori pe frunze
- Inscripție pe un circ roman
- Descălecare (poezie de Nichita Stănescu)
- Somnul cu ferăstraie-n el
- După luptă
- Alfa (Mai departe, mai aproape de centrul spațiului)
- O armură (poezie de Nichita Stănescu)
- Măștile de fier
- Menhir (poezie de Nichita Stănescu)